# Четврта армија ЈА
Четврта армија је била армија Југословенске армије (ЈА). Формирана је 1. марта 1945. наредбом Врховног команданта НОВ и ПОЈ маршала Јосипа Броза Тита од јединица Осмог далматинског корпуса (Девета, Деветнаеста, Двадесета и Двадесетшеста далматинска дивизија), Једанаестог хрватског корпуса (Тринаеста приморско-горанска, 35. личка и 43. истарска дивизија) и Седмог словеначког корпуса (Четрнаеста и Осамнаеста словеначка дивизија). Нешто касније у састав армије су ушле и јединице Деветог словеначког корпуса: Тридесета и Тридесетпрва словеначка дивизија.
У Лици и Босанској крајини операцијама Четврте армије садејствовао је и Четврти хрватски корпус. За операције у Истри, у њен састав је 20. априла ушла 29. херцеговачка дивизија, 27. априла 8. кордунашка дивизија, а два дана касније Штаб Четвртог корпуса и Седма банијска дивизија. Армија је у непосредном саставу имала артиљеријску, тенковску, инжињеријску и допунску бригаду, моторизовани артиљеријски дивизион и пук за везу. Просечно бројно стање армије за време њених операција износило је око 90.000 људи.
Командант Четврте армије био је Петар Драпшин, политички комесар Бошко Шиљеговић, а начелник Штаба Павле Јакшић. 

## Борбени пут Четврте армије
У оквиру завршних операција за ослобођење Југославије Четврта армија је добила задатак да пробије непријатељски фронт између горњег тока реке Уне и Јадранског мора, продре кроз Лику, Хрватско приморје, Горски котар и Истру и избије на реку Сочу. За извршење ток Задатка Четврта армија је до 19. марта груписана у југоисточном делу Лике. Операцијски план Штаба армије предвиђао је извршење тог задатка у три фазе. Прва фаза — ослобођење Лике; друга фаза — ослобођење Хрватског приморја и Горског котара и трећа фаза - ослобођење Истре, Словеначког приморја и Трста.
У то време у Лици, Горском котару и Хрватском приморју налазио се немачки 15. брдски корпус и две усташко-домобранске дивизије. Четврта армија отпочела је операције 20. марта 1945, да би, по замисли Врховног команданта ЈА маршала Тита ослободила крилним обухватом Истру и Словеначко приморје, обезбедила окружење и уништење немачке балканске групације, садејствујући англо-америчким снагама у Италији.
Остварујући тај маневар, разбила је немачки 15. брдски корпус у борбама ослобођење Лике, Бихаћа и Хрватског приморја, окружила и у завршној фази уништила немачки 97. корпус који се налазио у Истри и Словеначком приморју. У предвиђеним етапама, до 1. маја Четврта армија је ослободила Трст и све крајеве до реке Соче, где је дошла у везу са савезничким снагама које су ослободиле Италију, а један њен моторизовани одред упао је 9. маја преко Бовеца и Крањске горе у Корушку.
За свој допринос победи над фашизмом, Четврта армија је три пута похваљена од стране Врховног команданта ЈА маршала Јосипа Броза Тита — 22. априла, 30. априла и 1. маја 1945. године.